# Альберт, Марв
Марв Альберт (англ. Marv Albert), при рождении Марвин Филип Ауфрихтиг (англ. Marvin Philip Aufrichtig); 12 июня 1941, Бруклин) — спортивный комментатор, «голос американского баскетбола». За свою работу удостоен медали имени Курта Гауди, присуждаемой Залом славы баскетбола.
Сын Марва Кенни Альберт (род. 1968) также работает в сфере спортивной журналистики.